# Sarsiellidae
Sarsiellidae is een familie van kreeftachtigen uit de klasse van de Ostracoda (mosselkreeftjes).

## Onderfamilies
- Dantyinae Kornicker & Cohen, 1978
- Sarsiellinae Brady & Norman, 1896